# Лобачев (Киевская область)
Лоба́чев (укр. Лобачів) — село, входит в Володарский район Киевской области Украины.
Расположено на берегу речки Молочной, притока р. Роси, в 25 км от ближайшей железнодорожной платформы «Тетиев». Рельеф типичный, овражно-балочный. Село находится в зоне лесостепи с типичными для неё деревьями: дубом, грабом, ясенем, кленом.
Население по переписи 2001 года составляло 896 человек. Почтовый индекс — 09355. Телефонный код — 045-69.

## Известные уроженцы
- Франковский, Адриан Антонович (1888—1942) — русский переводчик.

## Местный совет
09355, Київська обл., Володарський р-н, с.Лобачів, вул.Затонського,111  (укр.)